# Mabini (Pangasinan)
Mabini (Bayan ng Mabini) är en kommun i Filippinerna. Kommunen ligger på ön Luzon, och tillhör provinsen Pangasinan. Folkmängden uppgår till 21 035 invånare.

## Bildgalleri

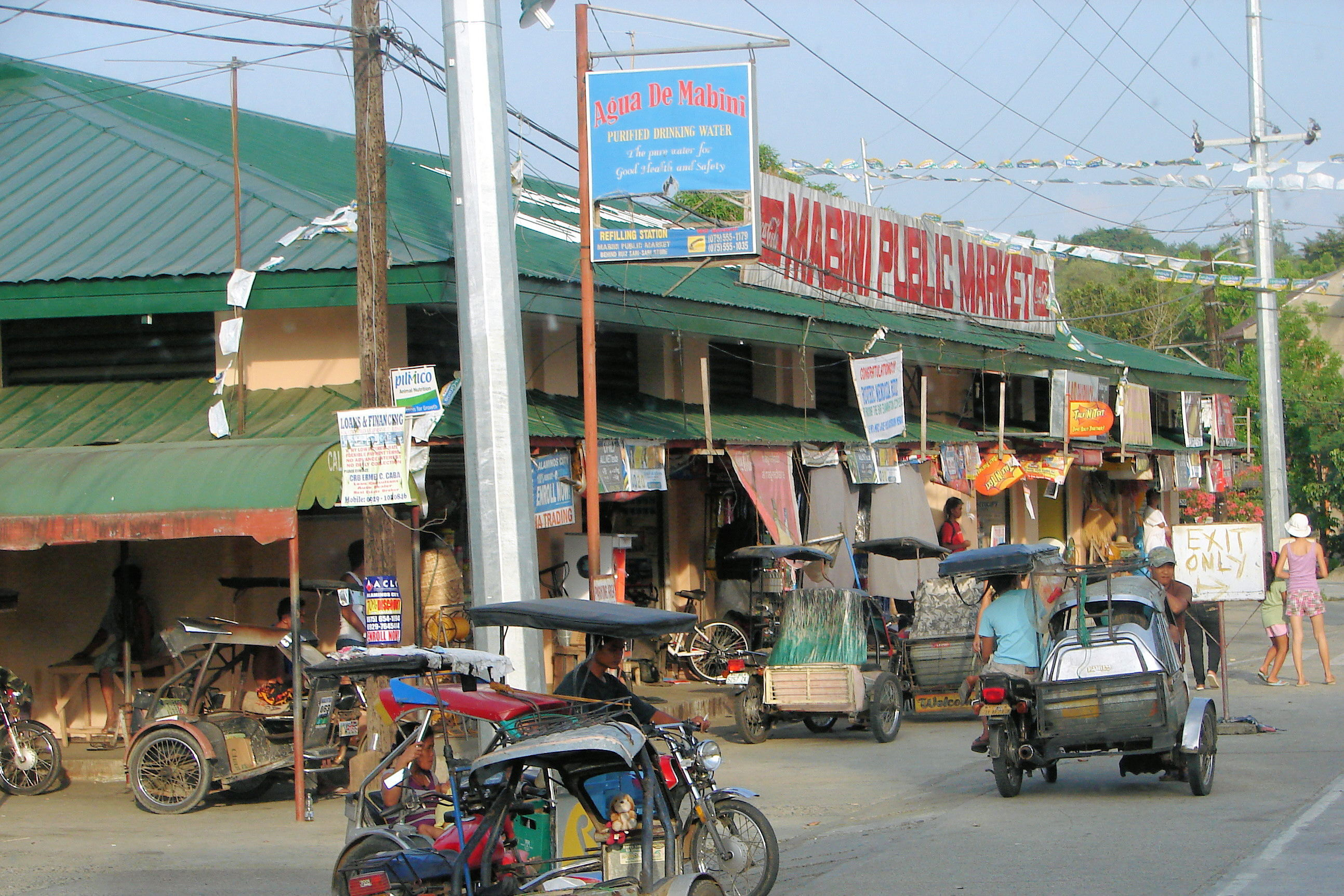
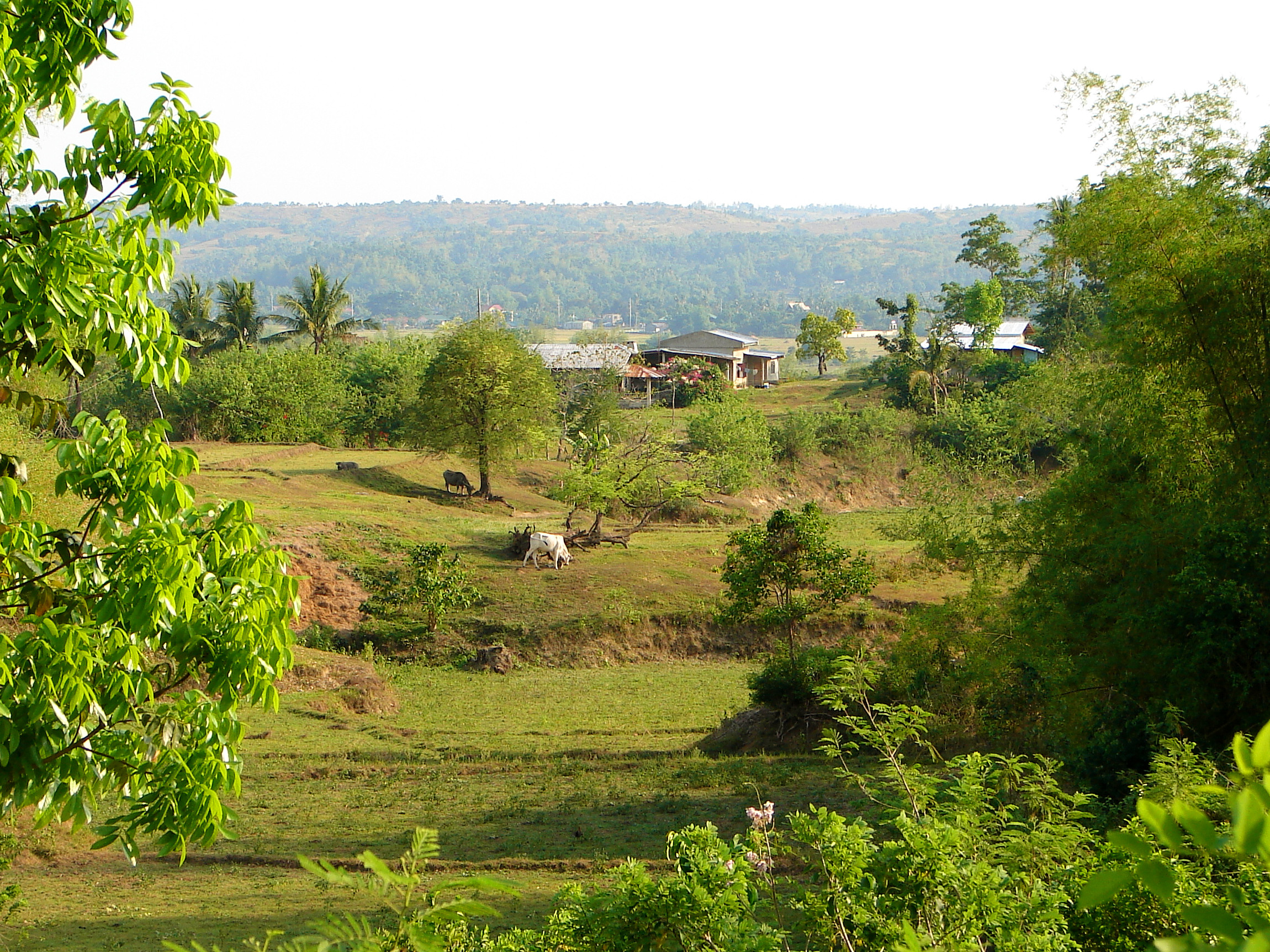

## Barangayer
Mabini är indelat i 16 barangayer.
| - Bacnit - Barlo - Caabiangaan - Cabanaetan - Cabinuangan - Calzada - Caranglaan - De Guzman | - Luna - Magalong - Nibaliw - Patar - Poblacion - San Pedro - Tagudin - Villacorta |